# 萨鲁塔亚
萨鲁塔亚（葡萄牙語：Sarutaiá）是巴西圣保罗州的一个市镇。总面积141.511平方公里，总人口4268人，人口密度30.2人/平方公里。